# 稲荷神社 (足立区足立)

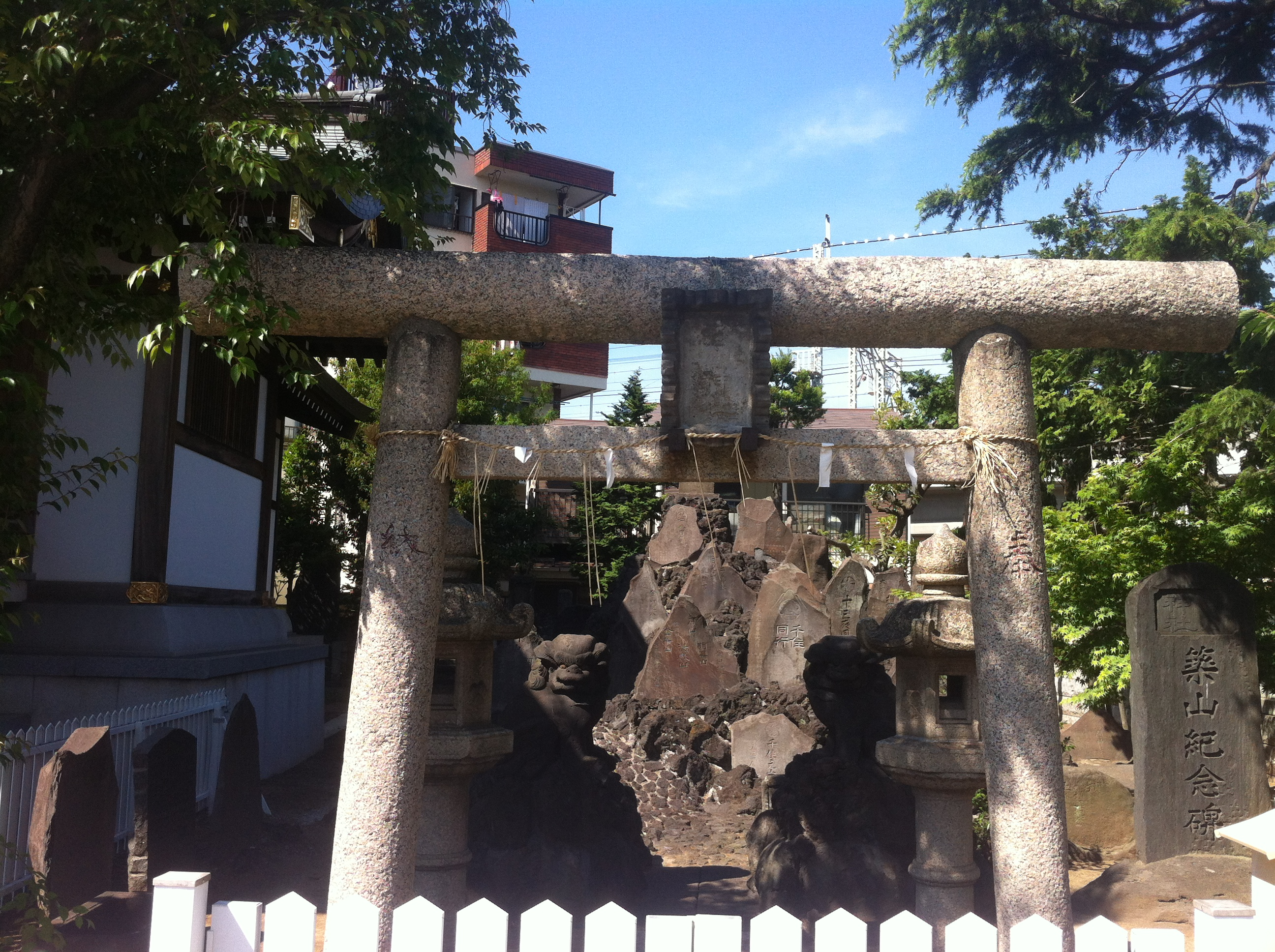
鳥居

稲荷神社（いなりじんじゃ）は、東京都足立区足立にある神社である。旧称「西之宮」、通称「西之宮稲荷神社」。

## 由緒
1574年（天正2年）鎮座。弥五郎新田の地域に三つの神社があったが、1870年（明治3年）に「東の宮」を合祀、1912年（大正元年）には「稲荷神社」を合祀し、地域の総鎮守となる。

## 歴史
- 1574年（天正2年） - 創建、社号は西之宮。
- 1870年〜1871年（明治3年-4年） - 東の宮を合祀。
- 1912年（大正元年） - 稲荷神社を合祀し、西之宮稲荷神社となる。
- 1920年（大正9年） - 富士塚築造。
- 2000年（平成12年）  - 現在の社殿が完成[2]。

## 境内社
- 浅間神社[3][4]（富士塚）

## アクセス
- 東武伊勢崎線五反野駅　徒歩5分（経路案内）